# Laccophilus gentilis
Laccophilus gentilis är en skalbaggsart som beskrevs av Leconte 1863. Laccophilus gentilis ingår i släktet Laccophilus och familjen dykare.

## Underarter
Arten delas in i följande underarter:
- L. g. gentilis
- L. g. suavis